# Smilîve, Dobrovelîcikivka
Smilîve (în ucraineană Сміливе) este un sat în comuna Perciunove din raionul Dobrovelîcikivka, regiunea Kirovohrad, Ucraina.